# Cophixalus exiguus
Cophixalus exiguus és una espècie de granota que viu a l'estat de Queensland, Austràlia.
És la granota més petita de tot Austràlia.